# Березівська сільська рада (Рокитнівський район)
Бере́зівська сільська́ ра́да — колишній орган місцевого самоврядування в Рокитнівському районі Рівненської області. Адміністративний центр — село Березове.

## Загальні відомості
- Березівська сільська рада утворена в 1940 році.
- Територія ради: 133,519 км²
- Населення ради: 3 273 особи (станом на 2001 рік)

## Населені пункти
Сільській раді були підпорядковані населені пункти:
- с. Березове
- с. Грабунь
- с. Заболоття

## Склад ради
Рада складалася з 20 депутатів та голови.
- Голова ради: Баланович Микола Гаврилович
- Секретар ради: Карповець Віктор Степанович

### Керівний склад попередніх скликань
| Прізвище, ім'я, по батькові | Основні відомості                                                                     | Дата обрання | Дата звільнення |
| --------------------------- | ------------------------------------------------------------------------------------- | ------------ | --------------- |
| Баланович Микола Гаврилович | Сільський голова, 1973 року народження, освіта вища, член Української Народної Партії | 26.03.2006   | 31.10.2010      |
| Баланович Микола Гаврилович | Сільський голова, 1973 року народження, освіта вища, член Української Народної Партії | 31.10.2010   |                 |

Примітка: таблиця складена за даними сайту Верховної Ради України